# Цін'юань
Цін'юань (кит. спр. 清远市, піньїнь: Qīngyuǎn Shì) — місто-округ в китайській провінції Гуандун. 

## Географія
Цін'юань розташовується на висоті близько 10 метрів над рівнем моря на півночі центральної частини провінції.

### Клімат
Місто лежить у зоні, котра характеризується вологим субтропічним кліматом. Найтепліший місяць — серпень із середньою температурою 28,9 °C. Найхолодніший місяць — січень, із середньою температурою 13,1 °С.
| Клімат Цін'юаня         | Клімат Цін'юаня | Клімат Цін'юаня | Клімат Цін'юаня | Клімат Цін'юаня | Клімат Цін'юаня | Клімат Цін'юаня | Клімат Цін'юаня | Клімат Цін'юаня | Клімат Цін'юаня | Клімат Цін'юаня | Клімат Цін'юаня | Клімат Цін'юаня | Клімат Цін'юаня |
| Показник                | Січ.            | Лют.            | Бер.            | Квіт.           | Трав.           | Черв.           | Лип.            | Серп.           | Вер.            | Жовт.           | Лист.           | Груд.           | Рік             |
| Середній максимум, °C   | 17,6            | 18,1            | 20,6            | 25,2            | 29,4            | 31,5            | 33,3            | 33,4            | 31,9            | 29              | 24,5            | 20,1            | 26,2            |
| Середня температура, °C | 13,1            | 14,4            | 17,2            | 21,8            | 25,5            | 27,6            | 28,9            | 28,9            | 27,4            | 24,3            | 19,5            | 14,9            | 22              |
| Середній мінімум, °C    | 10              | 11,8            | 14,7            | 19,4            | 22,7            | 24,9            | 25,7            | 25,7            | 24,2            | 20,8            | 15,9            | 11,2            | 18,9            |
| Норма опадів, мм        | 56.6            | 88.5            | 142.4           | 239.4           | 350.6           | 391.4           | 282             | 227             | 147.2           | 62.4            | 45              | 36.7            | 2069.2          |
| Вологість повітря, %    | 71              | 77              | 81              | 83              | 82              | 83              | 80              | 79              | 75              | 69              | 66              | 65              | 75.9            |
| ----------------------- | --------------- | --------------- | --------------- | --------------- | --------------- | --------------- | --------------- | --------------- | --------------- | --------------- | --------------- | --------------- | --------------- |
| Джерело: data.cma.cn    |                 |                 |                 |                 |                 |                 |                 |                 |                 |                 |                 |                 |                 |

## Адміністративний поділ
Міський округ поділяється на 2 райони, 2 міста і 4 повіти (два з них є автономними):
| Карта                                                                          | Карта             | Карта              | Карта            |
| ------------------------------------------------------------------------------ | ----------------- | ------------------ | ---------------- |
| Ляньчжоу ① ② Яншань Їнде Цінсін Цінчен Фоган ① Ляньшань-Чжуан-Яо ② Ляньнань-Яо |                   |                    |                  |
| Статус                                                                         | Назва             | Оригінал           | Населення (2020) |
| Район                                                                          | Цінсін            | 清新区             | 618 523          |
| Район                                                                          | Цінчен            | 清城区             | 1 119 901        |
| Місто                                                                          | Їнде              | 英德市             | 941 325          |
| Місто                                                                          | Ляньчжоу          | 连州市             | 377 220          |
| Повіт                                                                          | Фоган             | 佛冈县             | 315 502          |
| Повіт                                                                          | Яншань            | 阳山县             | 367 175          |
| Автономний повіт                                                               | Ляньнань-Яо       | 连南瑶族自治县     | 134 691          |
| Автономний повіт                                                               | Ляньшань-Чжуан-Яо | 连山壮族瑶族自治县 | 95 136           |